# Deutsche Rosengesellschaft
Die Deutsche Rosengesellschaft e. V.  (bis 2020 Gesellschaft Deutscher Rosenfreunde e.V (GRF); bis 2007  Verein Deutscher Rosenfreunde (VDR)) ist eine am 28. September 1883 in Hamburg gegründete Vereinigung von Rosenliebhabern. Die Gesellschaft hat ihren Sitz in Baden-Baden und ist beim dortigen Amtsgericht eingetragen. Gegenwärtig gehören ihr rund 9000 Mitglieder aus dem In- und Ausland an. In der Satzung wird als Zweck des Vereins die Förderung der Rosenkultur, der Rosenforschung und der Rosenzucht im Rahmen der Volksbildung genannt.

## Vereinsgründung
In der zweiten Hälfte des 19. Jahrhunderts wurde bei zahlreichen Rosenliebhabern in Deutschland der Wunsch nach einer Vereinigung immer stärker. Maßgeblichen Anteil an den Vorbereitungen zu einem organisatorischen Zusammenschluss hatte der in Wittstock beheimatete Zeichenlehrer Friedrich Schneider (1833–1911). Als Gartenfreund und Vorsitzender des Wittstocker Vereins für Gartenbau und Landwirtschaft interessierte sich Schneider in besonderem Maße auch für die Rosenzucht. Zur Qualitätsbeurteilung neuer Rosensorten entwarf er 1878 einen ersten Fragebogen, den er unter dem Titel „Abstimmung über die schönsten Rosenvarietäten“ an Rosengärtnereien verschickte und in verschiedenen Rosen- und Gartenzeitungen veröffentlichte. Das überaus positive Echo, das seine Aktion hervorrief, war wichtige Motivation für einen Aufruf zur Gründung eines „Rosisten“-Vereins.
Dieser Plan sollte im Juli 1883 im Rahmen einer Rosenausstellung in Erfurt umgesetzt werden, wurde dann aber erst am 28. September 1883 in Hamburg realisiert. Friedrich Schneider amtierte als Protokollführer der Sitzung, in deren Verlauf man sich nach umfangreicher Diskussion über die Gründung des Vereins und den Namen „Verein Deutscher Rosenfreunde“ verständigte. Zum ersten Präsidenten wurde der ehemalige Marineoffizier und spätere Politiker Ulrich Maximilian Le Tanneux von Saint-Paul-Illaire (1833–1902) gewählt.

## Aktivitäten

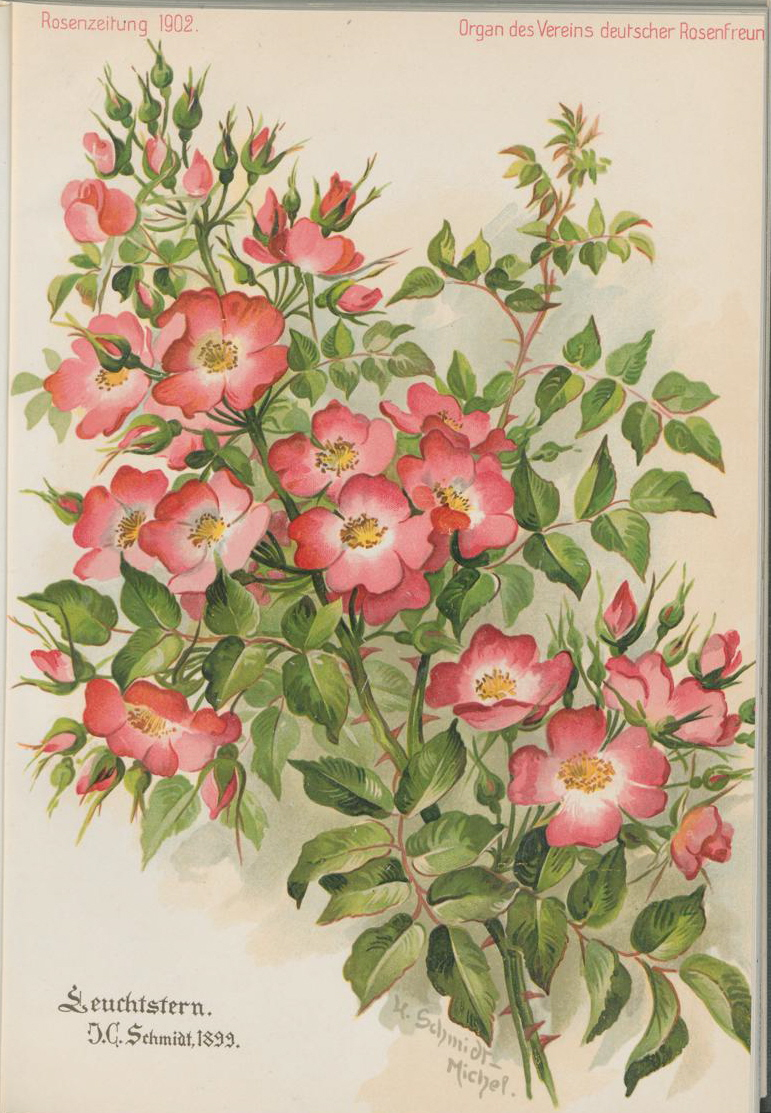
Rosen-Zeitung (1902) : Rosa 'Leuchtstern' (Kiese & Schmidt, 1899).

### Publikationen

#### Rosen-Zeitung
Eines der grundlegenden Ziele der Vereinsarbeit war von Beginn an die Herausgabe von Schriften über Rosenkultur, Rosenzucht und Rosenpflege als Lehr- und Anschauungsmaterial, wie es in der aktuellen Satzung des Vereins heißt. Diesem Zweck diente die von 1886 bis 1933 sowie von 1991 bis 1993 herausgegebene Rosen-Zeitung.
Seit 1994 trägt die Mitgliederzeitschrift den Namen Rosenbogen, unter dem sie bereits von 1964 bis 1990 publiziert wurde.
Erster Redakteur der Rosen-Zeitung war von 1886 bis 1890 Conrad Peter Strassheim (1850–1923), danach übernahm der in Trier ansässige Rosenzüchter Peter Lambert (1859–1939) die Funktion des Schriftführers. Von 1923 bis 1933 lag die Redaktionsarbeit in den Händen von Ewald Gnau (1853–1943), der in dieser Zeit auch die Funktion des Geschäftsführers des VDR ausübte. Die Rosen-Zeitung wurde in den Anfangsjahren mit einem hohen technischen Aufwand produziert. Jedes Heft war mit einer Chromolithografie eines Rosenaquarells versehen. Für die Jahrgänge 1886 bis 1920 gab es mit Golddruck und Schmuckwerk verzierte Einbanddecken.

#### Rosenjahrbuch
Neben der Rosen-Zeitung wurde erstmals im Jahre 1934 ein Rosenjahrbuch herausgegeben, das auch in den Folgejahren bis 1939 publiziert wurde. Zu den Schriftleitern gehörte in diesen Jahren unter anderem der Rosenzüchter Wilhelm Kordes. Mit Beginn des Zweiten Weltkriegs musste das Erscheinen des Jahrbuchs eingestellt werden. Es erschien erneut in den Jahren 1950–1973 und seit 1990 wieder fortlaufend.

### Förderung öffentlicher Rosenanlagen
Von Beginn an sahen die Mitglieder der Gesellschaft in der Förderung von öffentlichen Rosenanlagen eine vordringliche Aufgabe ihrer Vereinstätigkeit. Ein Beispiel dafür ist der Ostdeutsche Rosengarten in Forst (Lausitz), der im Jahr 1913 aus einer zu Ehren des 25-jährigen Thronjubiläums von Kaiser Wilhelm II. ausgerichteten Rosen- und Gartenausstellung hervorging und sich unter dem „Ehrenschutz“ des zu einem bedeutenden Rosarium in Deutschland entwickelte.
Auch das gegründete Rosarium Uetersen, 1934 nach einer Idee der Rosenzüchter Wilhelm Kordes und Mathias Tantau entstanden, wurde maßgeblich vom Verein Deutscher Rosenfreunde gefördert. Die Anlage umfasst auf einer Fläche von 7 Hektar rund 35.000 Rosen in circa 1000 Sorten und ist damit der größte Rosengarten in Norddeutschland.
Aus jüngerer Zeit zu nennen ist Errichtung des Deutschen Rosariums im Westfalenpark in Dortmund, das sich auf der Grundlage eines am 19. Mai 1969 geschlossenen Vertrages zwischen der Stadt Dortmund und dem Verein seit der offiziellen Eröffnung am 14. Juli 1972 zu einer umfangreichen Rosensammlung (ca. 2600 Sorten) entwickeln konnte.
Zu nennen sind auch der Rosengarten auf dem Beutig in Baden-Baden und der Rosengarten in Zweibrücken.

### Vereinseigenes Rosarium Sangerhausen
Um dem Ziel der Rosenzucht und -forschung besser Rechnung tragen zu können, entstand schon früh der Gedanke der Einrichtung eines vereinseigenen Rosengartens. Unter Bezugnahme auf einen Vorschlag von Peter Lambert wurde am 10. Juli 1898 auf der Hauptversammlung des Vereins in Gotha dann ein entsprechender Beschluss gefasst. In dem Vereins-Rosarium sollten alte, vom Aussterben bedrohte und in Vergessenheit geratene Rosensorten gesammelt und erhalten werden.
Den geeigneten Platz fand man – vermittelt durch den Kaufmann Albert Hoffmann und den Gymnasialprofessor Ewald Gnau, zwei aktive Rosenfreunde aus Sangerhausen – in einem brachliegenden Gelände oberhalb des Stadtparks von Sangerhausen. Den ersten Entwurf für die Anlage lieferte der Erfurter Gartenarchitekt Friedrich Doerr, doch zeigte sich schon bei der Realisierung, dass – wollte man nicht nur die damaligen Edelrosenzüchtungen, sondern auch die zahlreichen, um die Jahrhundertwende noch vorhandenen alten Strauchrosen in den Garten mit aufnehmen – der in Aussicht genommene Platz nicht ausreichen würde. Peter Lambert entwarf daher den Plan zur Erweiterung des ursprünglichen, bereits realisierten Gartenteils durch eine zusätzliche Parkanlage. In dieser erweiterten Form konnte das Rosarium Sangerhausen zum Deutschen Rosenkongreß 1903 feierlich eröffnet werden. Auf einer Fläche von sechs Morgen präsentierte man mehr als 2000 Rosenarten und -sorten. Bereits im ersten Sommer besuchten 20.000 Rosenliebhaber die Gartenanlage. Bis zum Ersten Weltkrieg wurde das Gelände und auch die Rosensammlung – unter anderem 1909 durch Einbeziehung einer zuvor auf der Pariser Weltausstellung gezeigten Wildrosensammlung des Botanikers Georg Dieck – noch mehrfach erweitert.
Mit viel Engagement gelang es, das Rosarium über die Zeit des Ersten Weltkrieges und die nachfolgenden, wirtschaftlich schwierigen 1920er Jahre mit Inflation und Wirtschaftskrise zu erhalten. Großen Anteil daran hatte Ewald Gnau, der 1922 die Leitung des Rosariums übernahm. Zu den von ihm initiierten Neuerungen gehörte die Einrichtung einer ersten amtlichen Prüfstelle für Rosenneuheiten und die Anlage einer umfangreichen Bibliothek des VDR und des Rosariums Sangerhausen. 1924 wurde Gnau mit der Verleihung des Ehrenbürgerbriefes der Rosenstadt Sangerhausen geehrt. 1933 verweigerte sich Gnau der Gleichschaltung durch die Nationalsozialisten und legte seine Ämter nieder.
1935 wurde dem Rosarium eine „Zentralstelle für Rosenforschung“ angeschlossen, die unter Leitung von Harald von Rathlef (1878–1944) stand. Rathlef übernahm zugleich die Leitung des Rosariums. Während des Zweiten Weltkrieges gelang es, die Rosensammlung notdürftig zu erhalten. Gravierende Verluste musste der Garten aber in den ersten Nachkriegsjahren hinnehmen, als ein großer Teil des Rosenbestandes und die umfangreiche Bibliothek mit über 3000 Titeln als Reparationsleistungen in die UdSSR verbracht wurden.
Nach 1945 wurde – auch weil der Verein Deutscher Rosenfreunde dann in der DDR nicht mehr tätig sein durfte – der Rosengarten mit Mitteln aus dem Haushalt der Stadt Sangerhausen finanziert. Trotz eingeschränkter Möglichkeiten, vor allem was die Pflege internationaler Beziehungen anbelangte, konnte auch in diesen Jahren die Rosensammlung beträchtlich erweitert und die Aufgabe der Arten- und Sortenerhaltung in großem Umfang realisiert werden. Das Rosarium behielt seinen Stellenwert als wissenschaftliche Einrichtung und war zugleich ein kultureller Anziehungspunkt für Rosenliebhaber aus dem In- und Ausland.
Nach der Wende gewann das Rosarium seine internationale Bedeutsamkeit schnell wieder zurück. 1993 wurde der Sammlung durch das Ministerium für Europaangelegenheiten des Landes Sachsen-Anhalt die Anerkennung „Europa-Rosarium“ zugesprochen. Seit 1994 findet in Sangerhausen die Allgemeine Deutsche Rosenprüfung (ADR) statt.

### GRF-Stiftung Europa-Rosarium Sangerhausen
Zur weiteren Förderung der Rosenzucht und -forschung im Rosarium Sangerhausen rief der Verein Deutscher Rosenfreunde 1995 eine „VDR-Stiftung Europa-Rosarium Sangerhausen“ (heutiger Name „GRF-Stiftung Europa-Rosarium Sangerhausen“) ins Leben. Mit ihrer Hilfe soll das Rosarium in Sangerhausen einen weiteren Ausbau als Weltgenbank für Rosen erfahren. Darüber hinaus werden die zu einem Gutteil aus Spenden erbrachten Stiftungsmittel zum Erhalt und Ausbau der Gartenanlage eingesetzt.

### Öffentlichkeitsarbeit
Dem Verein gehören heute über 40 Freundeskreise in ganz Deutschland an. Sie bieten auf regionaler Ebene Veranstaltungen zum Thema Rose an, organisieren Rosenschauen und beraten interessierte Garten- und Rosenfreunde in Fragen der Rosenkunde und -verwendung.
Einmal im Jahr kommen interessierte Vereinsmitglieder zum Rosenkongress zusammen. Diese Veranstaltung findet an wechselnden Orten in Deutschland statt und dient immer auch dem Ziel, den Verein und sein Wirken in der Öffentlichkeit bekannt zu machen.
Eine besondere Form der Öffentlichkeitsarbeit stellt die Verleihung des Ehrentitels Rosenstadt bzw. Rosendorf oder Rosenkreis an Kommunen dar, in denen Rosen als prägender Bestandteil des Ortes gepflegt werden. 